# Otto Becker (szermierz)
Otto Christian Becker (ur. 31 grudnia 1887 w Kopenhadze, zm. 30 marca 1970 we Frederiksbergu) – duński szermierz, olimpijczyk.
Wziął udział w igrzyskach olimpijskich w 1908 w Londynie. Wystąpił w konkurencji szpady. W rywalizacji indywidualnej odpadł w eliminacjach, a w zawodach drużynowych zajął wraz z kolegami 5.–8. miejsce.